# Slottet brinner
Slottet brinner är en historisk äventyrsroman för ungdomar skriven av Olov Svedelid 1984.

## Handling
Anders är en av Stockholms alla fattiga och hungriga i slutet av 1600-talet, men han slipper åtminstone tigga, eftersom hans mor får lite betalt för att laga fisknät. I mars 1697 får Anders en tjänst som kammarherre på Slottet Tre Kronor. Han får bland annat hjälpa kung Karl XI, som är sjuk i magcancer. En dag börjar slottet att brinna. Anders och kronprins Karl hjälper änkedrottning Hedvig Eleonora ut ur lågorna. Men när Anders är ute så tror folk att det var han som startade elden. Han fängslas, fast han är oskyldig. 